# Henry Cain
Henry David Cain Jr. (* 1935; † 10. Mai 2005 in Las Vegas) war ein US-amerikanischer Musiker (Piano, Orgel) des Soul Jazz und Rhythm & Blues, der lange Jahre in der Musikszene von Indianapolis aktiv war.

## Leben und Wirken
Caine hatte bereits als Kind Musikunterricht, er besuchte die Cathedral High School und studierte an der Indiana University. Ab den 1950er-Jahren arbeitete er als Musiker in Indianapolis; 1954 gründete er mit dem Schlagzeuger Albert Coleman und dem Bassisten Will Scott das Jazztrio The Three Souls, das bis zum Tod Will Scotts im Jahre 2004 bestand. Erfolgreich trat das Trio in den Clubs der Indiana Avenue von Indianapolis auf. Für die Label Chess, Checker und Argo entstanden eine Reihe von Singles und eine selbstbetitelte LP; am erfolgreichsten war der Titel „Night Theme“. Des Weiteren spielte er ab 1964 in Los Angeles mit Della Reese ( Like It Like Dat!, 1965), Howard Roberts, Lorez Alexandria und Bobby Bryant. 1968 legte er das von David Axelrod produzierte Album The Funk Organization of Henry Cain vor, für das H. B. Barnum und Oliver Nelson die Arrangements lieferten. Der Diskograf Tom Lord listet seine Beteiligung von 1960 bis 1971 an 15 Aufnahmesessions. In seinen späteren Jahren arbeitete Cain als Begleiter von Vokalisten wie Lola Falana, Nancy Wilson, Freda Payne und The Osmonds in Las Vegas, wo er 2005 starb.

## Diskographische Hinweise
- The Funky Organ-ization of Henry Cain (Capitol, 1968), mit James Bond, Earl Palmer, Arthur Wright, Howard Roberts, H.B. Barnum, John Kelson, Plas Johnson, Fred Hill, Tony Terran, Gary Coleman, Jerry Williams